# Devrouze
Devrouze – miejscowość i gmina we Francji, w regionie Burgundia-Franche-Comté, w departamencie Saona i Loara.
Według danych na rok 1990 gminę zamieszkiwało 275 osób, a gęstość zaludnienia wynosiła 19 osób/km² (wśród 2044 gmin Burgundii Devrouze plasuje się na 638. miejscu pod względem liczby ludności, natomiast pod względem powierzchni na miejscu 670.).